# Prolepsis lucifer
Prolepsis lucifer är en tvåvingeart som först beskrevs av Christian Rudolph Wilhelm Wiedemann 1828.  Prolepsis lucifer ingår i släktet Prolepsis och familjen rovflugor. Inga underarter finns listade i Catalogue of Life.